# Това е краят
„Това е краят“ (на английски: This Is the End) е американска апокалиптична комедия от 2013 г., написана, режисирана и продуцирана от Сет Роугън и Евън Голдбърг в режисьорските си дебюти. Това е пълнометражна филмова адаптация на късометражния филм „Джей и Сет срещу Апокалипсиса“ (2007), който също е написан от Роугън и Голдбърг с режисьора на късометражния филм Джейсън Стоун, който изпълнява ролята на изпълнителен продуцент. С участието на Джеймс Франко, Джона Хил, Роугън, Джей Барушел, Дани Макбрайд, Крейг Робинсън, Майкъл Сера, Ема Уотсън и Чанинг Тейтъм филмът се съсредоточава върху актьорския състав в събуждането на глобалния библейски апокалипсис.
Продуциран от „Мандат Пикчърс“ и „Пойнт Грей Пикчърс“, филмът е излъчен премиерно във „Фокс Вилидж Тиътър“ на 3 юни 2013 г. и е пуснат по кината в Съединените щати на 12 юни от „Кълъмбия Пикчърс“.